# I Heard They Suck Live!!
Albums de NOFX
Punk in Drublic
(1994) Heavy Petting Zoo
(1996)
I Heard They Suck Live!! est un album live du groupe californien de punk rock NOFX. Il est sorti en 1995 sous le label Fat Wreck Chords. La pochette représente un public dans une salle de concert, le nom de l'album est prononcé par un personnage (le même modèle sera repris 12 ans plus tard pour leur deuxième album live).

## Liste des chansons
1. Intro – 1:46
2. Linoleum – 2:15
3. You're Bleeding – 2:36
4. Moron Brothers – 3:09
5. Punk Guy – 1:09
6. Bob – 2:36
7. Life O' Reily – 2:39
8. You Drink, You Drive, You Spill – 3:31
9. Nothing But a Nightmare (Sorta) – 1:06
10. East Bay – 1:53
11. Soul Doubt – 3:00
12. Kill All the White Man – 3:43
13. Beer Bong – 2:16
14. Six Pack Girls – 1:12
15. Together On the Sand – 1:07
16. Nowhere – 1:37
17. The Brews – 2:41
18. Buggley Eyes – 1:31
19. Outro – 0:53

## Sources
- Site Officiel de NOFX